# Etheostoma acuticeps
Etheostoma acuticeps é uma espécie de peixe da família Percidae.
É endémica dos Estados Unidos da América.